# Finse hongersnood van 1866-1868

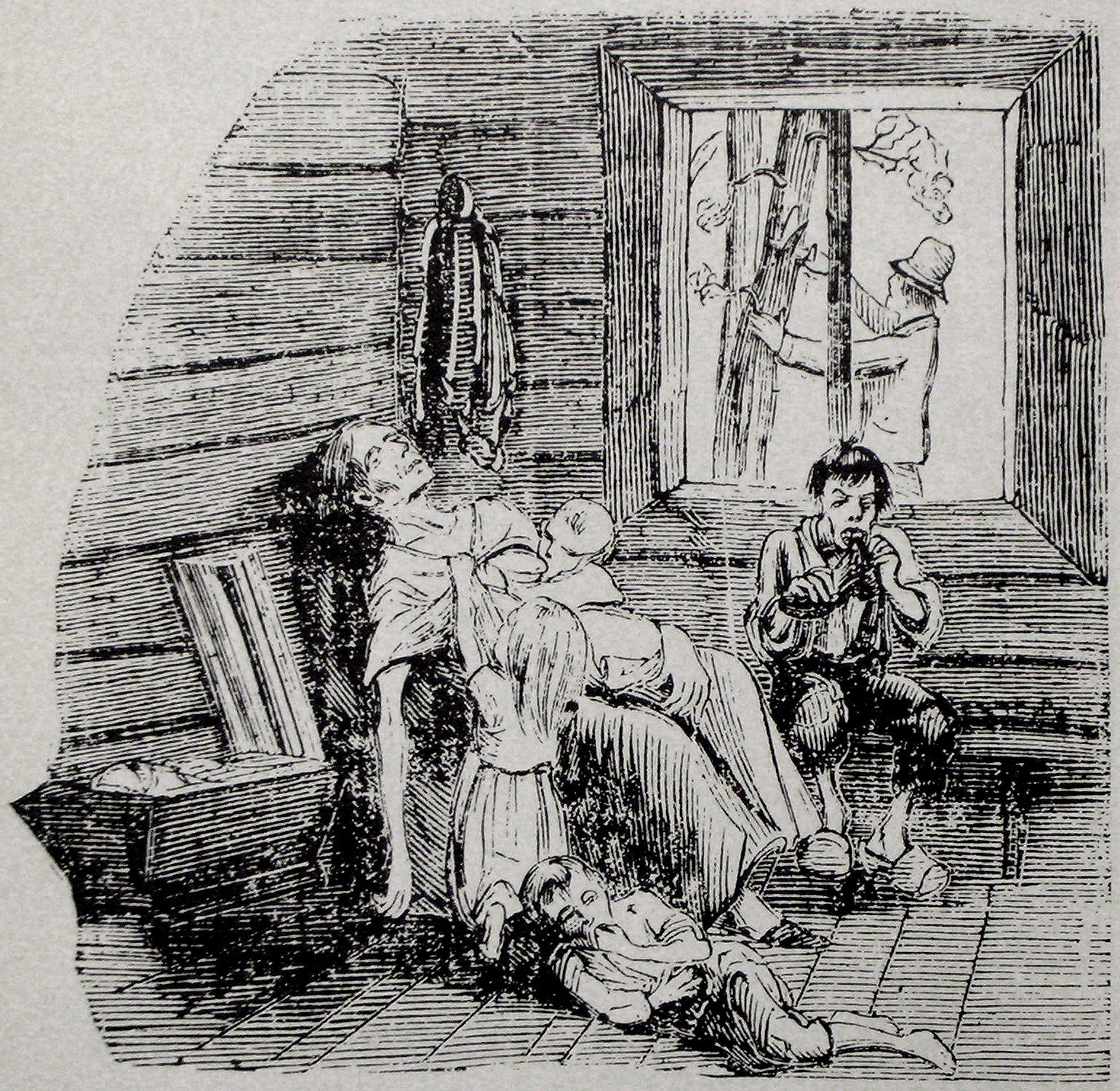
Illustratie van de hongersnood in Zweden in de krant Fäderneslandet, 1867. Een stervende moeder met haar zoon achter haar.

De Finse hongersnood van 1866-1868 was de laatste hongersnood van Finland en noordelijk Zweden. Het was ook de laatste natuurlijk veroorzaakte hongersnood in Europa. In Finland is de hongersnood bekend als "de hongerjaren" of suuret nälkävuodet. Ongeveer 15% van de gehele bevolking is hierdoor gestorven, in de hardst getroffen gebieden zelfs 20%. De hongersnood heeft in drie jaar zo'n 270.000 doden veroorzaakt, ongeveer 150.000 meer dan het normale aantal sterfgevallen. De zwaarst getroffen gebieden waren Satakunta, Tavastland, Österbotten en Noord-Karelië.

## Oorzaken
Grote delen van het land hadden al te lijden gehad van slechte oogsten in de voorgaande jaren, voornamelijk in 1862. De zomer van 1866 was extreem regenachtig en veel oogsten mislukten; aardappelen rotten in de velden en de omstandigheden voor graan waren slecht. Toen het voedsel begon op te raken, trokken duizenden mensen de straat op om te bedelen. De daaropvolgende winter was streng en de lente kwam laat. In Helsinki was de gemiddelde temperatuur van mei 1867 +1,8°C, wat zowat 8 °C onder het langjarig gemiddelde lag. In veel plaatsen waren rivieren en meren bevroren tot juni. Na een veelbelovende midzomer waren er weer vriestemperaturen in het begin van september, wat veel oogsten fataal werd; er werd die herfst maar half zo veel geoogst als normaal. In de herfst van 1867 stierven de eerste mensen al aan gebrek aan voedsel.
De regering van het Grootvorstendom Finland was niet bestand om met deze crisis van grote omvang om te gaan. Er was niet meteen geld beschikbaar om eten te importeren en het duurde lang voordat de regering de ernst van de situatie inzag.

## Gevolgen
Het weer werd weer normaal in 1868 en de oogst van dat jaar was iets beter dan gemiddeld. Op dat moment was de Finse economie geliberaliseerd, wat leidde tot hogere levensstandaarden. Na deze hongersnood is er geen soortgelijke meer voorgekomen. Er werden programma's opgestart die de diversiteit in de Finse landbouw moesten vermeerderen. Hierdoor en door de snelgroeiende industrie en communicatie was een terugkeer van de hongersnood steeds minder waarschijnlijk. De bevolking gaf niemand de schuld van de hongersnood.

### Emigratie
Tijdens deze periode emigreerden duizenden Finnen naar de Verenigde Staten om aan de armoede te ontsnappen. Zij vestigden zich voornamelijk in Massachusetts, dat populair was bij jonge ongeschoolde arbeiders die daar in de fabrieken kwamen werken. Andere populaire staten waren Wisconsin en Michigan. De meeste mensen vonden werk in de mijnindustrie, houtindustrie, bosbouw en andere industrieën die veel in Finland voorkwamen. Andere gebieden waar veel Finnen zich vestigden waren het westelijke deel van Oregon, Washington en het noordelijke deel van Californië.